# Microemathis bulalacao
Genre
Espèce
Microemathis bulalacao, unique représentant du genre Microemathis, est une espèce d'araignées aranéomorphes de la famille des Salticidae.

## Distribution
Cette espèce est endémique de Palawan aux Philippines. Elle se rencontre vers Bulalacao et le mont Singkukan.

## Description
La carapace du mâle holotype mesure 1,25 mm de long sur 0,90 mm et l'abdomen 0,90 mm de long sur 0,63 mm et la carapace de la femelle paratype mesure 1,18 mm de long sur 0,84 mm et l'abdomen 1,00 mm de long sur 0,78 mm.

## Étymologie
Son nom d'espèce lui a été donné en référence au lieu de sa découverte, Bulalacao.

## Publication originale
- Logunov, 2020 : « New and poorly known leaf-litter dwelling jumping spiders from South-East Asia (Araneae: Salticidae: Euophryini and Tisanibini). » Arachnology, vol. 18, no 6, p. 521-562.